# 石木姜子
石木姜子（学名：Litsea elongata var. faberi）为樟科木姜子属下的一个变种。变种名 faberi 以19世纪来中国传教、收集植物的德国植物学家花之安（Ernst Faber, 1839-1899）的名字命名。